# Abisynia (osada)
Abisynia (dodatkowa nazwa w j. kaszub. Abisyniô) – osada w Polsce, położona w województwie pomorskim, w powiecie kościerskim, w gminie Karsin. Miejscowość wchodzi w skład sołectwa Bąk.
W latach 1975–1998 miejscowość administracyjnie należała do województwa gdańskiego.